# 方敏 (明朝)
方敏（？—？），字汝修，號會州，直隸徽州府祁門縣人，民籍，明朝政治人物。

## 生平
嘉靖十六年（1537年）丁酉科應天府鄉試第八十六名舉人。嘉靖三十二年（1553年）中式癸丑科會試第二百十八名，三甲第七名進士。大理寺观政，授浙江湖州府推官，署篆归安县，数月县無逋事。三十六年升刑部主事、员外郎、郎中，出知登州府。

## 家族
曾祖方彥高；祖父方秉琳；父方文早。前母陳氏；母吳氏。兄方敔、方效、方赦。